# Semiothisa orbonata
Semiothisa orbonata är en fjärilsart som beskrevs av Achille Guenée 1858. Semiothisa orbonata ingår i släktet Semiothisa och familjen mätare. Inga underarter finns listade i Catalogue of Life.